# Tesoro de Cartago
El  Tesoro de Cartago es un importante tesoro romano de plata del siglo IV, descubierto en Cartago, en Túnez. Está constituido principalmente por vajilla y joyas de plata, del que una parte se conserva en el Museo Británico.

## Descubrimiento
El tesoro fue desenterrado en el siglo XIX en la colina San Luis de Cartago, que hasta el momento de su caída, fue la ciudad más grande de la provincia romana de África. La mayoría de los objetos fueron comprados por sir Augustus Wollaston Franks, conservador en jefe del Museo Británico, que lo legó al museo a su muerte en 1897. Sin embargo, una pequeña parte del tesoro está en el Museo del Louvre, del que sobresale uno de los cuencos recubierto de plata.

## Datación y atribución

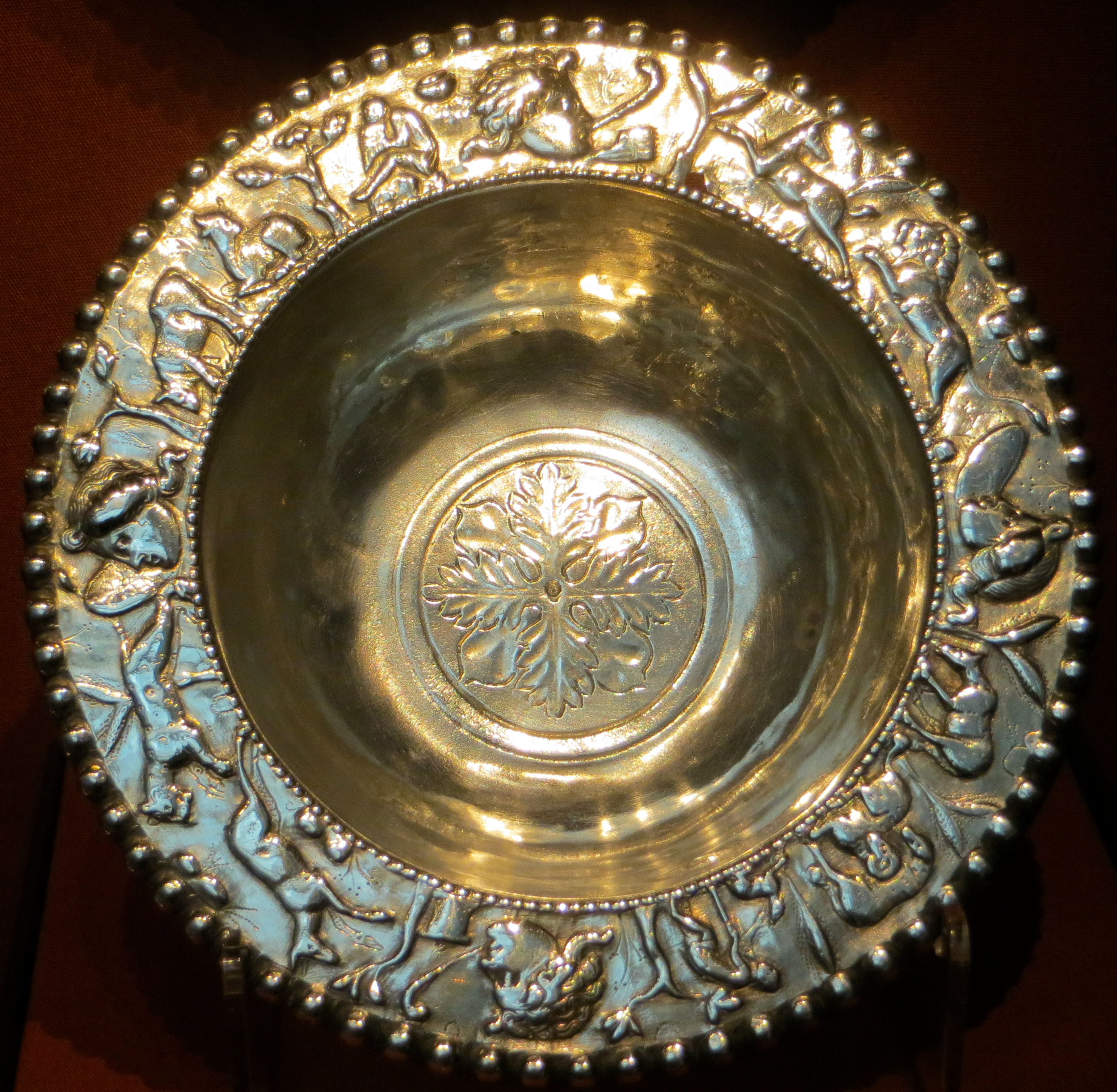
Cuenco con bajorrelieves que representan pastores.

Datado en la segunda mitad del siglo IV, el tesoro consta de 31 objetos, principalmente piezas de la lujosa vajilla de plata y joyas, que debieron pertenecer a una rica familia romana, que por alguna razón, decidieron enterrarlo para esconderlo. Este hecho pudiera estar conectado con los conflictos religiosos que tuvieron lugar en torno al año 400, pero parece más probable que el tesoro fuera escondido por la llegada de los vándalos. Estos, dirigidos por Genserico, invadieron África del Norte a partir de la península ibérica en 429 y la ciudad de Cartago se convirtió en la capital del reino vándalo en el 439.
La frase inscrita en el centro de uno de los platos, en torno al tondo, D D ICRESCONI CLARENT, se ha asociado a los Cresconii, una poderosa familia romana de Cartago bien conocida a partir de actas y de registros de los titulares de cargos públicos de su época.

## Descripción
El tesoro incluye un par de platos planos (uno de los cuales identifica a la familia), dos cuencos con escenas pastoriles en relieve, cinceladas y martilleadas en torno al borde, cuatro cuencos semiesféricos con altos pies estilizados (dos de los cuales poseen todavía sus tapaderas), un cuenco poco profundo con un puño y una rana grabados en su centro, doce cucharas de plata y una colección de joyas: un anillo, un camafeo, un par de pendientes, varios sellos tallados y dos collares, uno de oro, y el otro decorado con piedras preciosas: doce esmeraldas poligonales y trece zafiros, completados por 25 perlas unidas con oro.
La familia habría sido propietaria de dos colecciones de plata: un servicio para la bebida conocida bajo el nombre de argentum potorium y un servicio para la comida conocida con el nombre de argentum escarium.
Este descubrimiento contaba con varias copas semiesféricas de plata, que medían doce centímetros de alto y doce centímetros de diámetro. Su elegante diseño constaba de una base elevada completada por curvatura de la tapa del cuenco. Los cuencos integran sutiles facetas en las superficies curvas de las tapaderas.

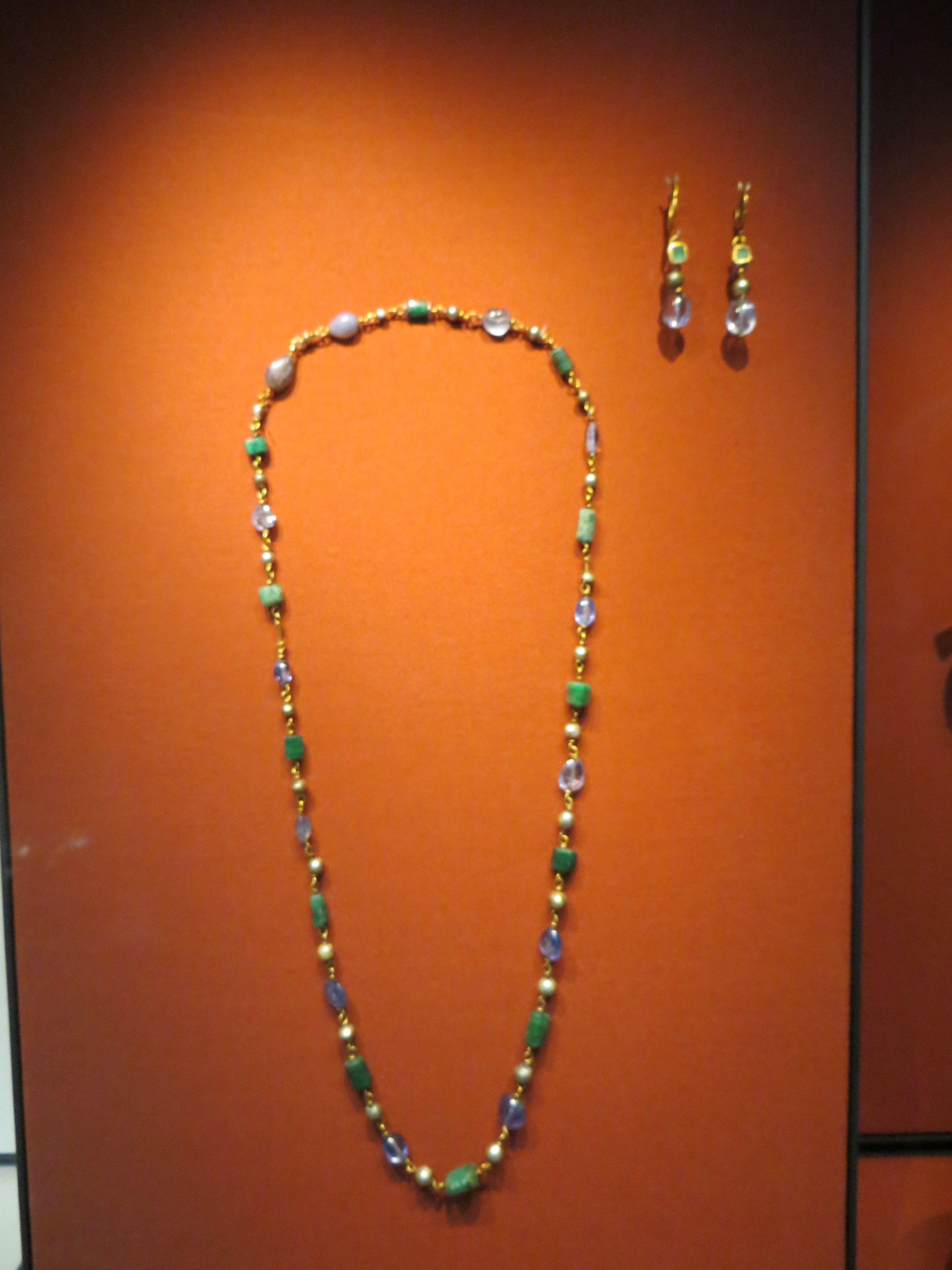
Uno de los collares de perlas y zafiros, y un par de pendientes.
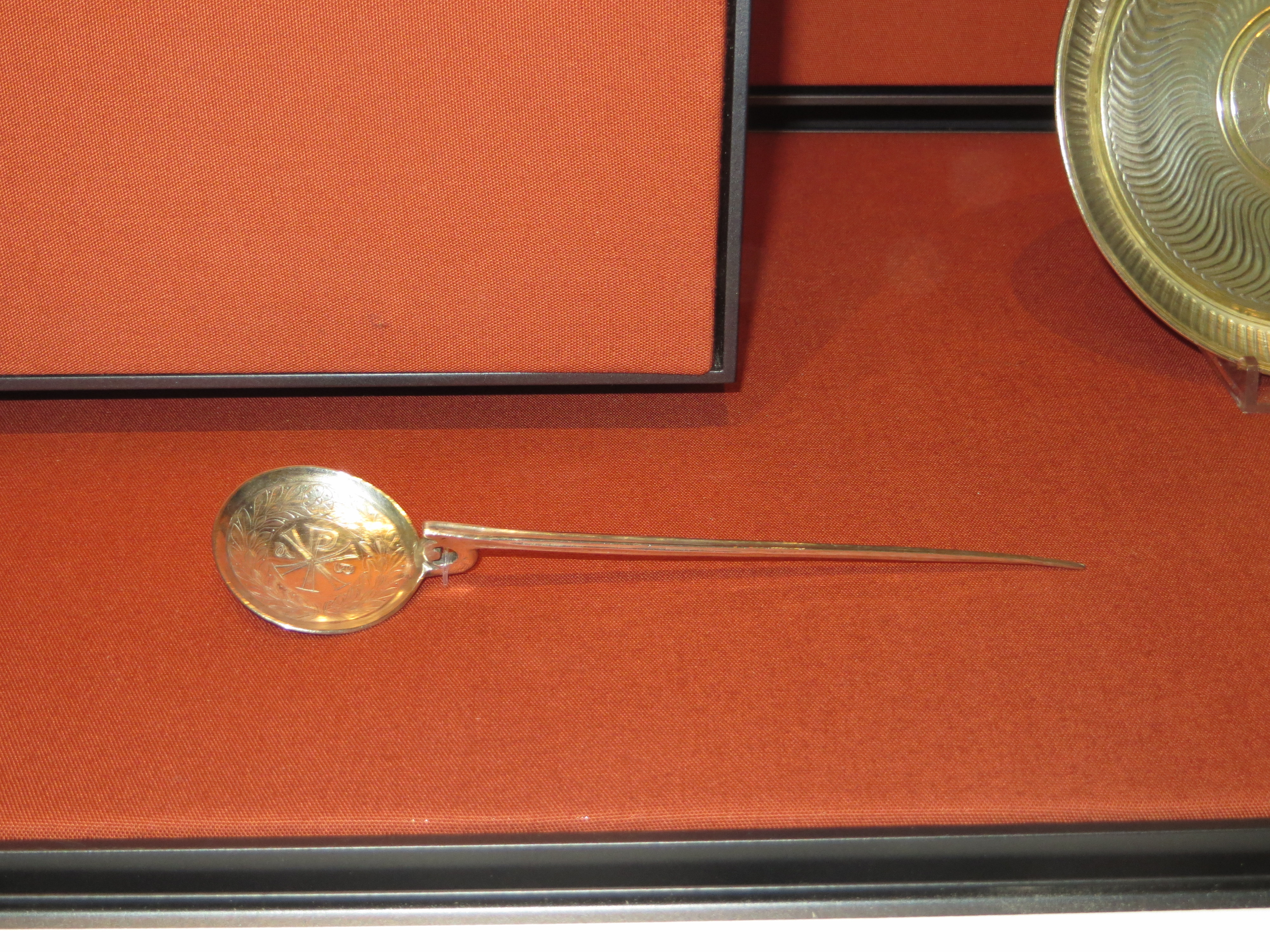
Cuchara de plata con un cristograma apocalíptico grabado en el centro.
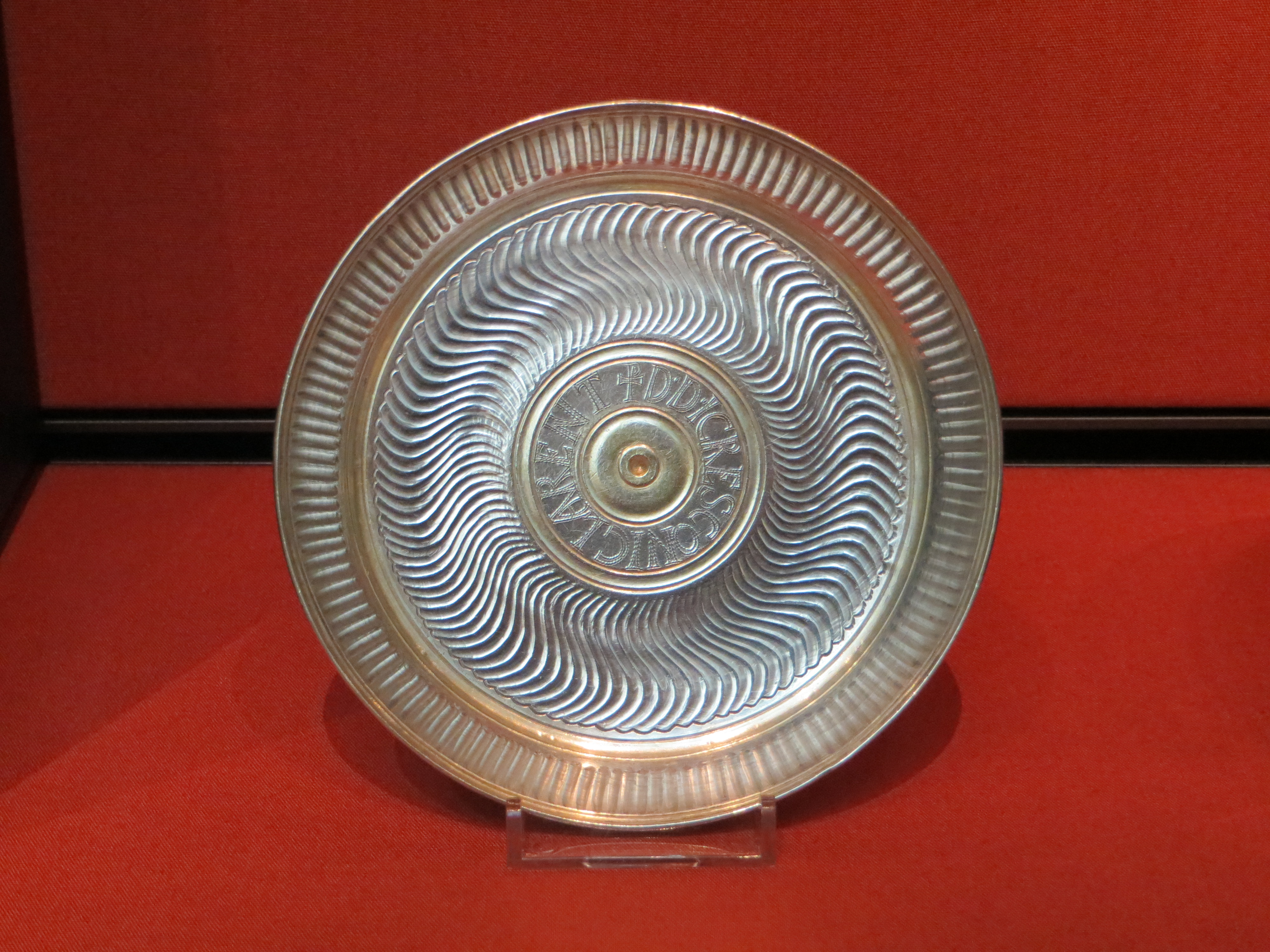
Cuenco plano con una inscripción latina en torno al centro.
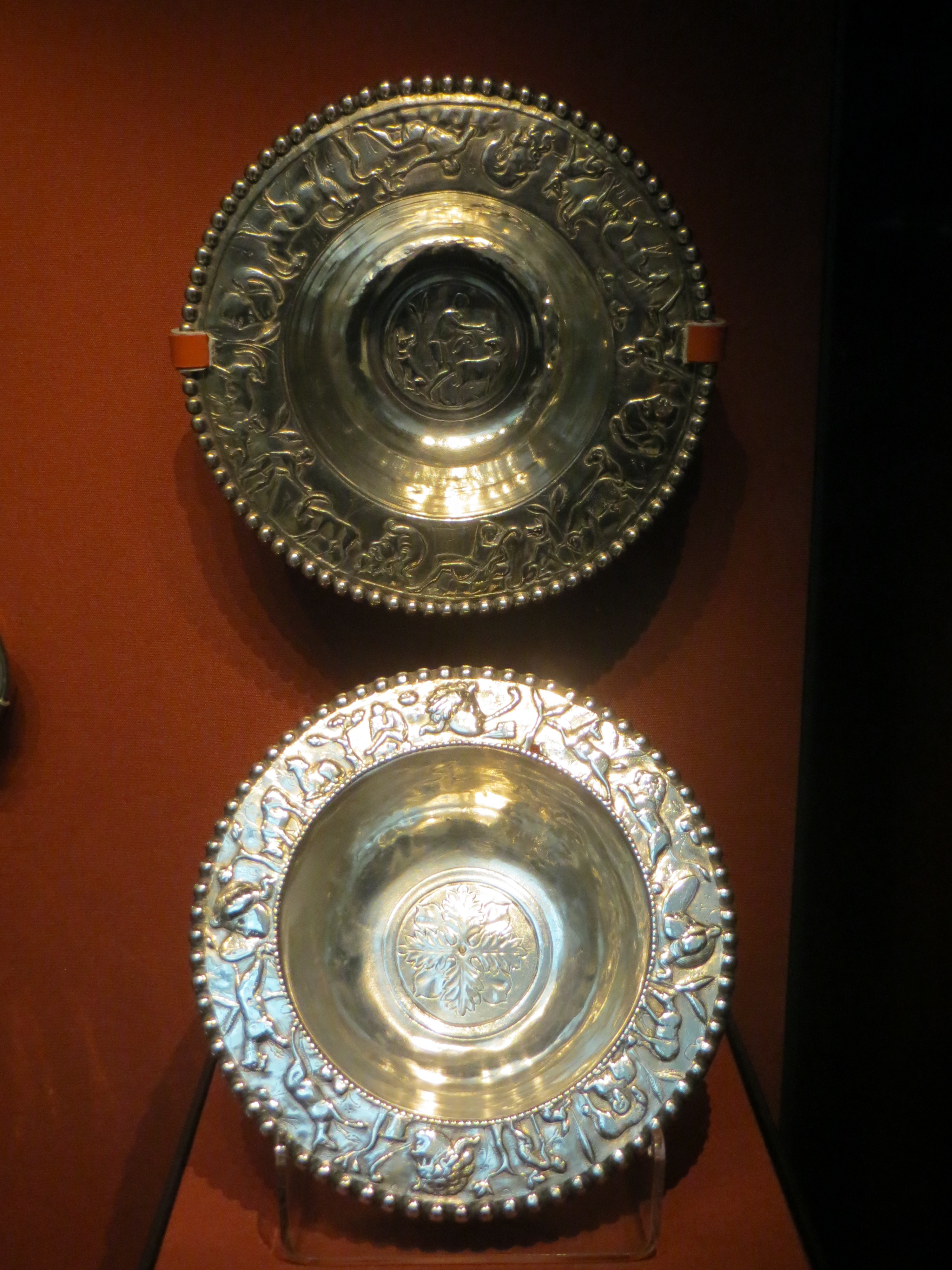
Dos cuencos ricamente decorados con escenas pastoriles y báquicas.
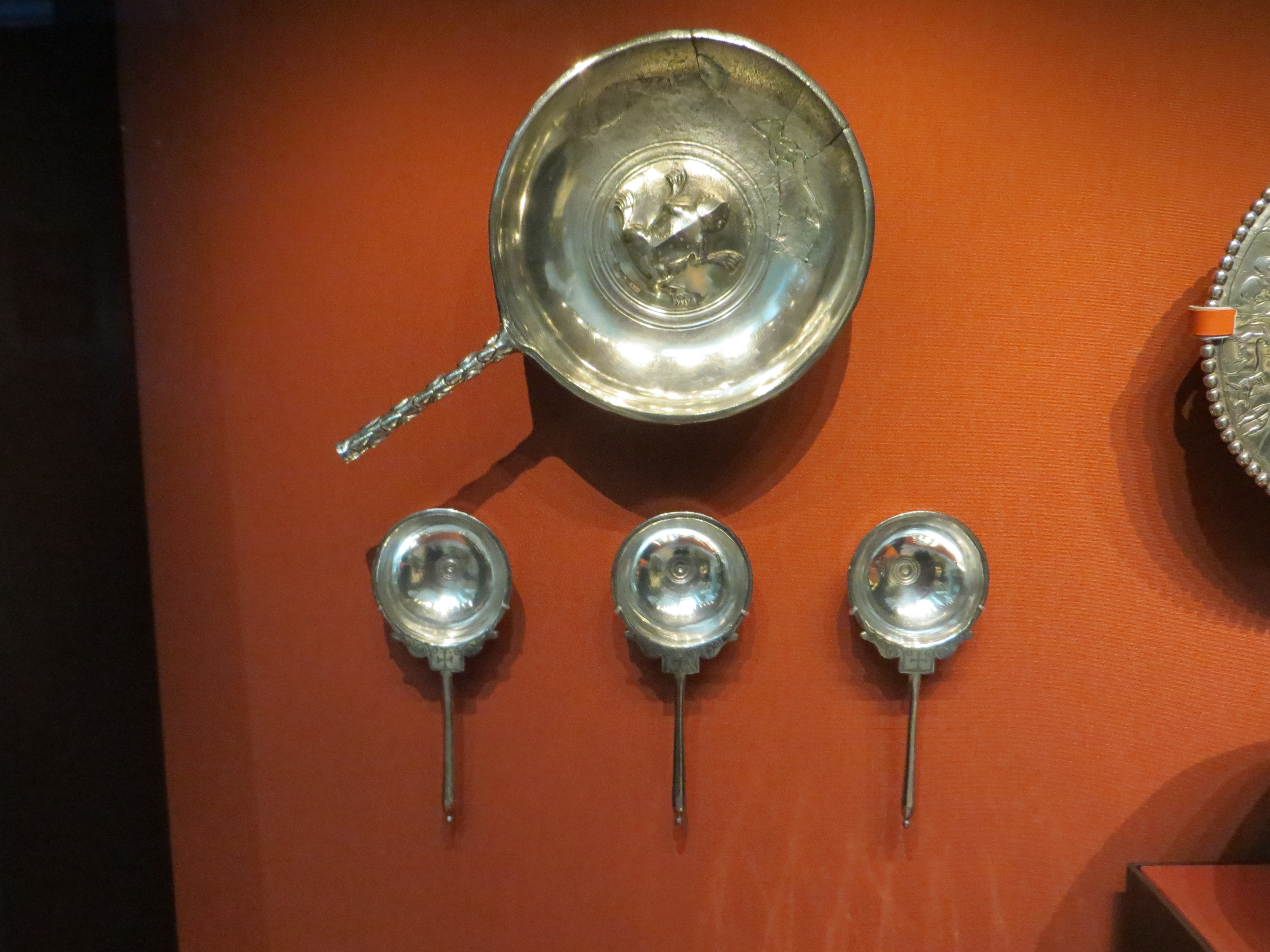
Cuenco poco profundo y tres cucharas de plata.
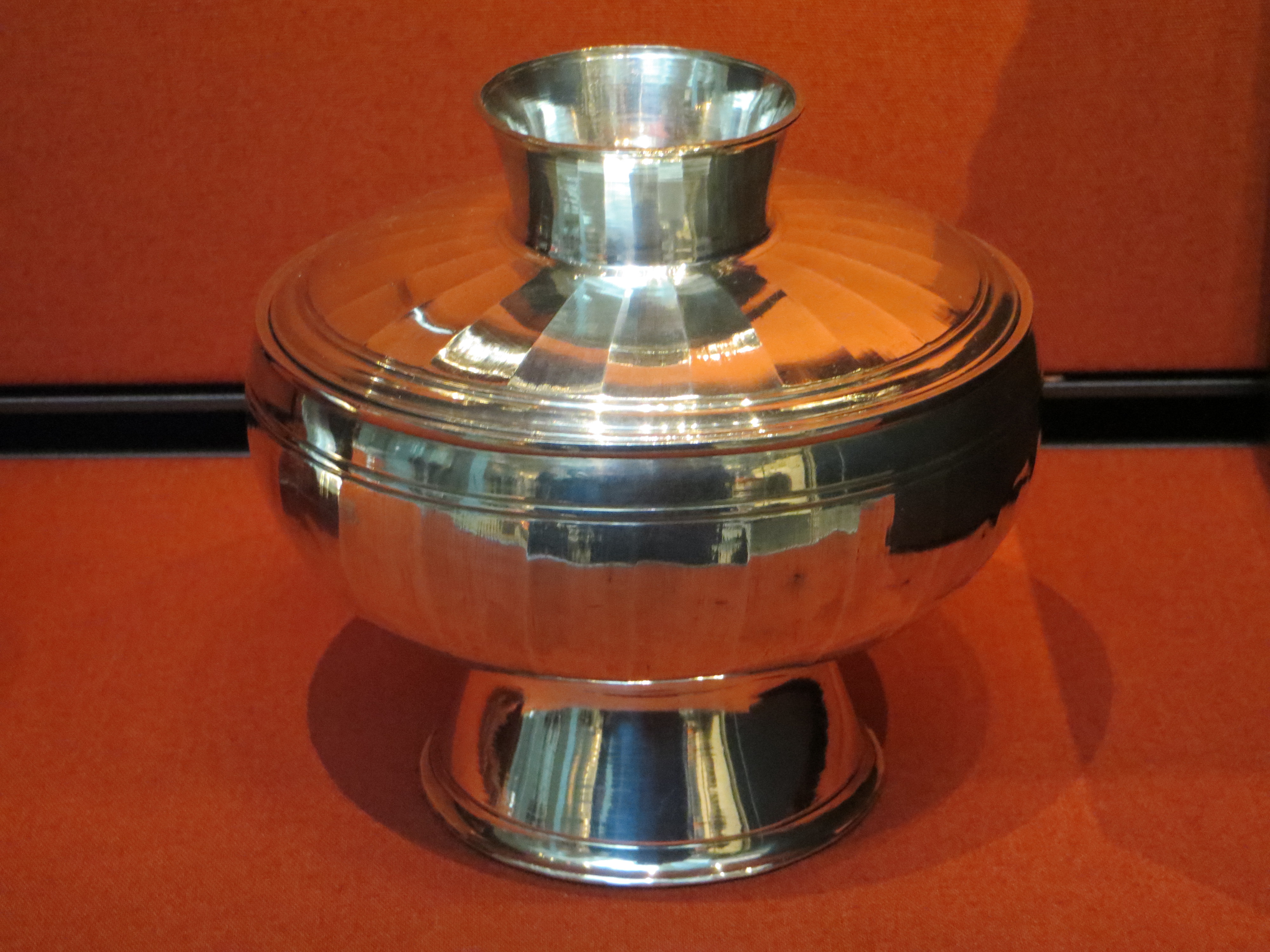
Uno de los cuencos semiesféricos con tapa.